# Елизабет Донели
Елизабет „Лиз” Донели је измишљени лик из НБЦ-ове криминалне драме Ред и закон: Одељење за специјалне жртве који је тумачила Џудит Лајт. Први пут се појавила на екрану током треће сезоне у епизоди "Кривица" која је емитована 29. марта 2002. године.

## Развој

### Стварање лика и избор глумице
Елизабет Донели је замислио продуцент Тед Котчев. Желео је да Џудит Лајт гостује у серији пошто ју је видео у продукцији Вит. Међутим, Лајтова је морала да иде на турнеју са представом и није могла да прихвати Кочевљеву понуду. Када се Лајтова вратила у Њујорк, Кочев је се сетио и понудио јој улогу Донелијеве. Лајтова је изнела опаску "можда су желели да створе још једну јаку жену у серији, али тако је дошло до тога." Гејл Шистер из "Филаделфијског истраживача" известила је о избору Лајтове 19. фебруара 2002. рекавши да је добила улогу која се понавља као "тешка нова шефица бироа". Лајт се први пут појавила 29. марта 2002. године.

### Карактеризација
У својој књизи Незванични дружбеник серије Ред и закон: Одељење за специјалне жртве Сузан Грин и Ренди Дон описали су Донелијеву као „челично присуство са сигурним скрупулозним компасом“. Такође су приметили да се осим њеног пута у каријери, мало зна о Донелином животу. Лајтова је рекла да је њен лик „заљубљен у закону“ и да није отворен за мићење јер је увек желела да уради праву ствар. Лајтова је Донелијеву назвала „моћном“ и додала да је често помагала људима који су имали потенцијал. Пошто је служила као шефица Бироа ПОТ-а, Донелијева је постао судиница у седмој сезони.

## Животопис лика
Иако се првобитно појављивала као шефица бироа ПОТ-а, Донелијева је постављена на судијско место. Међутим, док је радила за Окружно тужилаштво Менхетна, она је била надзорница Александре Кабот (Стефани Марч) и њене наследнице Кејси Новак (Дајен Нил). Донелијева је председавала бројним случајевима које је водила Кејси Новак као и случајем који је водила Новакина наследница Ким Грејлек (Микајла Мекманус) у епизоди „Персона“.
Иако је била судиница, Донелијева је заступала и Новакову и детектива Елиота Стаблера (Кристофер Мелони) у епизоди 8. сезоне "Стаг сена" када их је један мушкарац тужио због старатељство над својим дететом за наводну заверу и напад. Тужба је, међутим, повучена након хапшења човека под оптужбом за отмицу.
У епизоди 7 сезоне „Нестао“, Донелине одаје су прислушкиване што је исходило отмицом и убиством сведока. Како Новакова и детективи ОСЖ-а нису могли да повежу убиство са прислушкивањем, Донелијева је невољно принуђена да одбаци случај због недостатка сведочења иако се касније открило да су оптужени заиста подмитили судског службеника да прислушкује њене одаје. Донелијева је помогла да се ухвати одговорни службеник и испита.
У епизоди 9 сезоне „Хладноћа“, Донелијева је позвала Новаку у своје одаје и обавестила је да ће бити осуђена и удаљена са посла на годину дана или више због кршења Брејдијевих правила. Новакова је питала шта треба да ради, а Донелијева је рекла: "Нешто друго."
У епизоди 10. сезоне „Персона“, Донелијева је узела одсуство на месту судинице да би деловала као тужитељка у нерешеном случају у који је била умешана 1970-их када је претучена жена (Бренда Блетин) убила свог мужа. Она признаје детективки Оливији Бенсон (Мариска Харгитеј) да је одговорна за бекство жене из притвора и да је стога преузела случај због „неовршеног посла“. Њена улога у бекству доводи до несрећа у правосудном саставу који се називају "донели" у годинама које долазе. Ова епизода скреће пажњу на потешкоће које Донелијева доживљава као жена која ради у правосудном саставу. Жена тврди да је силована, али Донелијева верује да је само обмањивачица и користила га је као изговор да се извуче за убиство пошто је побегла Донеилјевој када је затражила састанак како би разговарали о споразуму о признању кривице. Када је жена дала исказ и исприча своју причу, Донелијева ју је суочил са њеним бекством и она је открила зашто је побегла: била је трудна од силовања и желела је побачај, али није могла да га добије у затвору. Обратила се Донелијевој са намером да пристане да призна кривицу у замену за то што ће јој бити дозвољено да изврши побачај, али је изгубила живце када је видела колико је Донелијева јака жена и поверовала је да је слаба. Ово откриће запањило је Донелијеву и јасно је дубоко погодило. Жена је проглашена невином за убиство, али кривом за бекство, а Донелијева је одлучила да затражи условну казну при изрицању пресуде.
У последњој епизоди 10. сезоне „Зебре“, Донелијева је отрована шприцем (који садржи калијум хлорид, хемикалију која се користи за смртоносне инекције) коју је приправник крим-технике Дејл Стаки (Ноел Фишер) ставио на столицу у њеној кући што је довело до њеног пријема у болницу. Он је то урадио како би јој се осветио јер га је укорила пошто је направио грешку која је коштала тужилаштво случаја. Она преживљава, а у каснијим епизодама виђена је како ради на случајевима.

## Појављивања
Лајтова се појавила у укупно 25 епизода ОСЖ-а, 12 као шефица Бироа ПОТ-а (више од било ког другог лика у својству шефа Бироа) и 13 као судиница Донели.

## Пријем
Грин и Дон су похвалили Донелино представљање, рекавши да је она „најбољи лик који је франшиза икада измислила – било мушко или женско“. Такође су написали да је Донелијева помогла да се дода дубина тужилаштву. Клариса из часописа ТВ Преглед је уживала у Донелином поновном појављивању у епизоди дванаесте сезоне „Понашање“.